# Барон Кеннет
Барон Кеннет из Дене в графстве Уилтшир — наследственный титул в системе Пэрства Соединённого королевства. Он был создан 15 июля 1935 года для журналиста и политика, сэра Хилтона Янга (1879—1960). Он был младшим сыном сэра Джорджа Янга, 3-го баронета из Формозы Плейс (1837—1930). Хилтон Янг был депутатом Палаты общин Великобритании от Нориджа (1915—1923, 1924—1929) и Севенокса (1929—1935), а также занимал должность министра здравоохранения (1931—1935). Его преемником стал его сын, Вейланд Хилтон Янг, 2-й барон Кеннет (1923—2009), который был писателем и политиком.
По состоянию на 2024 год носителем титула являлся его сын, Уильям Алдус Тоби Янг, 3-й барон Кеннет (род. 1957), который сменил своего отца в 2009 году.
Первый барон Кеннет первым браком с 1922 года был женат на скульпторе Кэтлин Скотт (1878—1947), вдове полярного исследователя Роберта Фолкона Скотта, вторично с 1948 года на Элизабет Янг, леди Кеннет (1923—2014).

## Бароны Кеннет (1935)
- 1935—1960: Эдвард Хилтон Янг, 1-й барон Кеннет (20 марта 1879 — 11 июля 1960), младший сын сэра Джорджа Янга, 3-го баронета (1837—1930)[1];
- 1960—2009: Вейланд Хилтон Янг, 2-й барон Кеннет (2 августа 1923 — 7 мая 2009), единственный сын предыдущего[2];
- 2009 — настоящее время: Уильям Алдус Тоби Янг, 3-й барон Кеннет (род. 24 мая 1957), единственный сын предыдущего[3];
  - Наследник титула: достопочтенный Арчибальд Вейланд Киз Янг (род. 7 июня 1992), старший сын предыдущего[4].